# Trường sư phạm

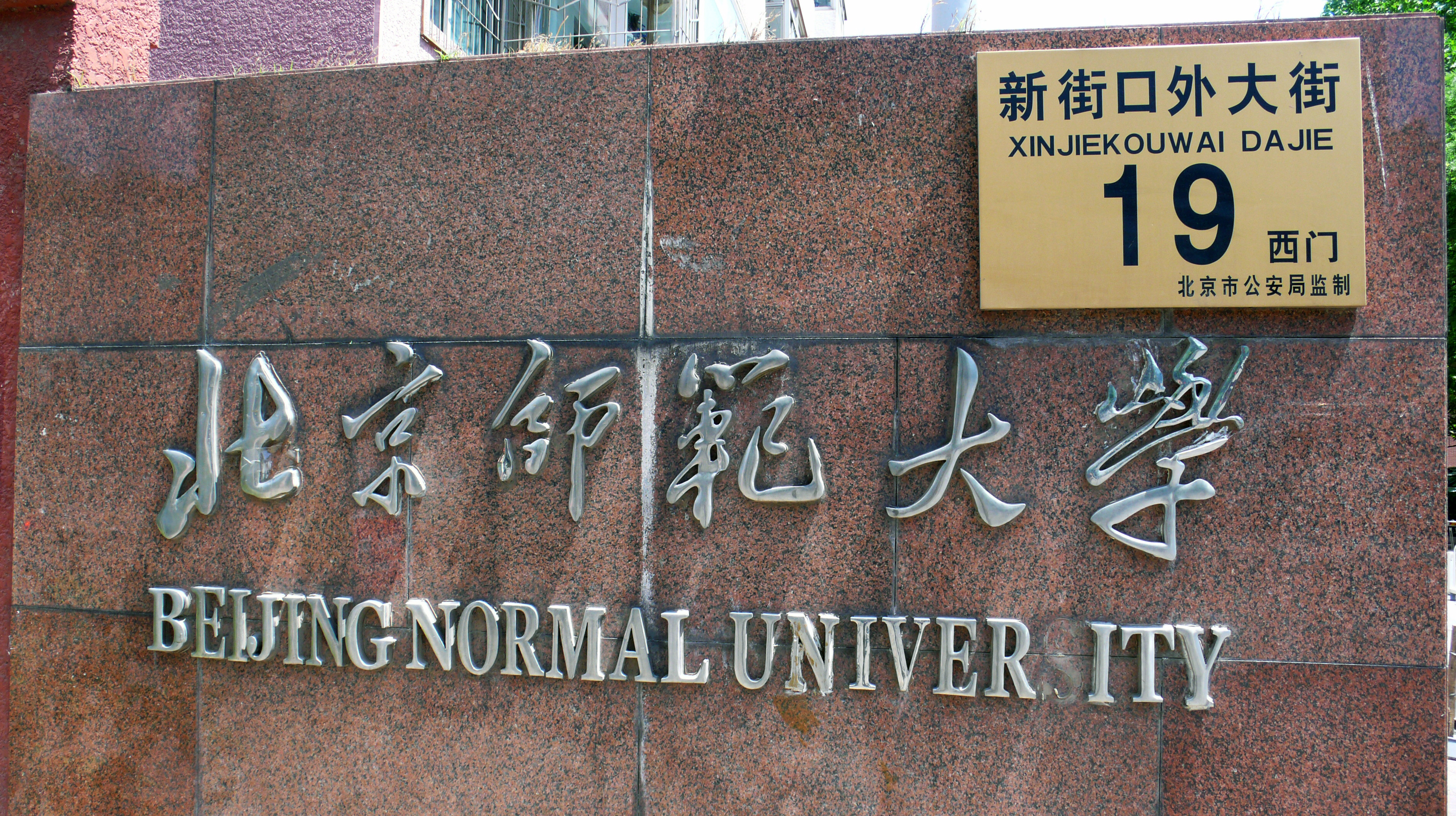
Biển hiệu Đại học Sư phạm Bắc Kinh, một đại học nghiên cứu toàn diện ban đầu được thành lập như một trường sư phạm

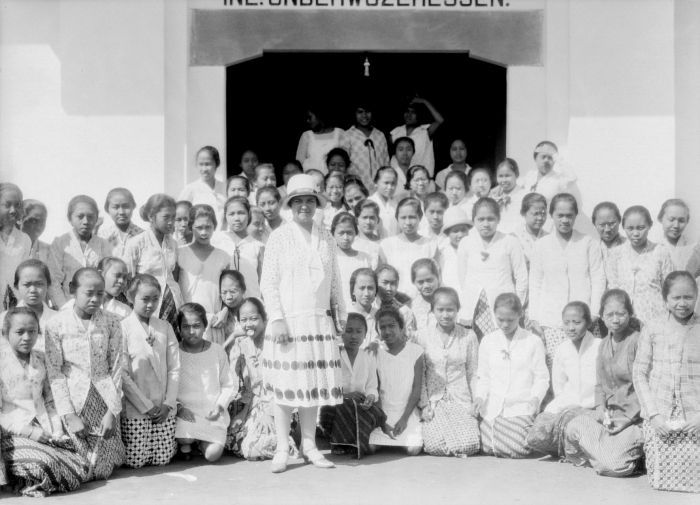
Ảnh chụp nhóm giáo viên bản địa trước cổng một trường sư phạm tiểu học tại Salatiga (Indonesia)

Trường sư phạm (tiếng Anh: normal school) là một cơ sở giáo dục được lập ra để đào tạo giáo viên bằng cách giáo dục họ về các chuẩn mực của phương pháp giáo dục và chương trình học. Nhiều trường như vậy sau này được gọi là trường đào tạo giáo viên hoặc trường cao đẳng sư phạm. Nhiều trường sư phạm có thể là một phần của một trường đại học toàn diện. Trường sư phạm ở Hoa Kỳ, Canada và Argentina đào tạo giáo viên cho giáo dục tiểu học, trong khi ở Âu châu thì các loại hình trường tương đương thường đào tạo giáo viên cho bậc tiểu học và sau đó mở rộng chương trình giảng dạy để bao gồm cả giáo dục trung học.
Năm 1685, Gioan La San thành lập Dòng La San, sáng lập thực thể được coi là trường sư phạm đầu tiên trên thế giới, gọi tên là École normale, đóng tại Reims, tỉnh Champagne, Pháp. Thuật ngữ "sư phạm" trong ngữ cảnh này đề cập đến mục tiêu của các cơ sở này là truyền đạt và củng cố các chuẩn mực cụ thể cho sinh viên. "Chuẩn mực" ở đây bao gồm các chuẩn mực hành vi lịch sử của thời đại, cũng như các chuẩn mực củng cố các giá trị xã hội, hệ tư tưởng và các câu chuyện chủ đạo được nhắm mục tiêu, dưới hình thức chương trình giảng dạy sư phạm.
Thuật ngữ "sư phạm" trong tiếng Việt là một từ Hán-Việt có nguồn gốc từ Trung Hoa, là 師范. Tại Trung Quốc đại lục, thuật ngữ đại học sư phạm (tiếng Trung: 师范大学; bính âm: shīfàn dàxué, viết tắt 师大, shīdà, sư đại) ý chỉ một trường đại học tổng hợp hiện đại vốn ban đầu được thành lập dưới hình thức một trường sư phạm vào đầu thế kỷ 20. Những "đại học sư phạm" này thường do chính phủ hoặc chính quyền tỉnh quản lý. Trường đào tạo giáo viên hiện đại đầu tiên ở Trung Quốc đại lục được thành lập bởi nhà giáo dục Thịnh Tuyên Hoài vào năm 1895 trong thời nhà Thanh dưới hình thức một trường sư phạm thuộc Trường Công lập Nam Dương (南洋公學, nay là Đại học Giao thông Thượng Hải). Ở Đài Loan, Đại học quốc lập Sư phạm Đài Loan là trường đại học toàn diện của quốc gia, trong tên gọi vẫn giữ hai chữ "sư phạm", thuở ban đầu được thành lập dưới hình thức một trường sư phạm.